# Saint-Jean-d'Arves
Saint-Jean-d'Arves è un comune francese di 298 abitanti situato nel dipartimento della Savoia della regione dell'Alvernia-Rodano-Alpi.

## Società

### Evoluzione demografica
Abitanti censiti